# Distrikt San José del Alto
Der Distrikt San José del Alto liegt in der Provinz Jaén in der Region Cajamarca im Norden Perus. Der Distrikt wurde am 28. Dezember 1943 gegründet. Er besitzt eine Fläche von 478 km². Beim Zensus 2017 wurden 7749 Einwohner gezählt. Im Jahr 1993 lag die Einwohnerzahl bei 6882, im Jahr 2007 bei 6936. Sitz der Distriktverwaltung ist die 1377 m hoch gelegene Ortschaft San José del Alto mit 127 Einwohnern (Stand 2017). San José del Alto befindet sich 36 km nordwestlich der Provinzhauptstadt Jaén.

## Geographische Lage
Der Distrikt San José del Alto befindet sich in der peruanischen Westkordillere im Norden der Provinz Jaén. Der Río Tabaconas fließt entlang der nordöstlichen Distriktgrenze nach Osten und entwässert das Areal.
Der Distrikt San José del Alto grenzt im Südwesten an den Distrikt Chontalí, im Nordwesten an den Distrikt Tabaconas (Provinz San Ignacio), im Norden an den Distrikt La Coipa (ebenfalls in der Provinz Tabaconas), im Osten an die Distrikte Bellavista und Huabal sowie im äußersten Südosten an den Distrikt Jaén.

## Ortschaften
Neben dem Hauptort gibt es folgende größere Ortschaften im Distrikt:
- Angash
- Buenos Aires La Laguna
- Cajones
- Carmen Cautivo
- Churuyacu
- Cochalan
- Corazon de Jesús
- El Huaco
- El Porvenir
- El Triunfo
- Huaranguillo
- La Huaca
- San Antonio
- San Pedro
- Santa Rosa
- Santo Domingo de Guzman